# Фордит

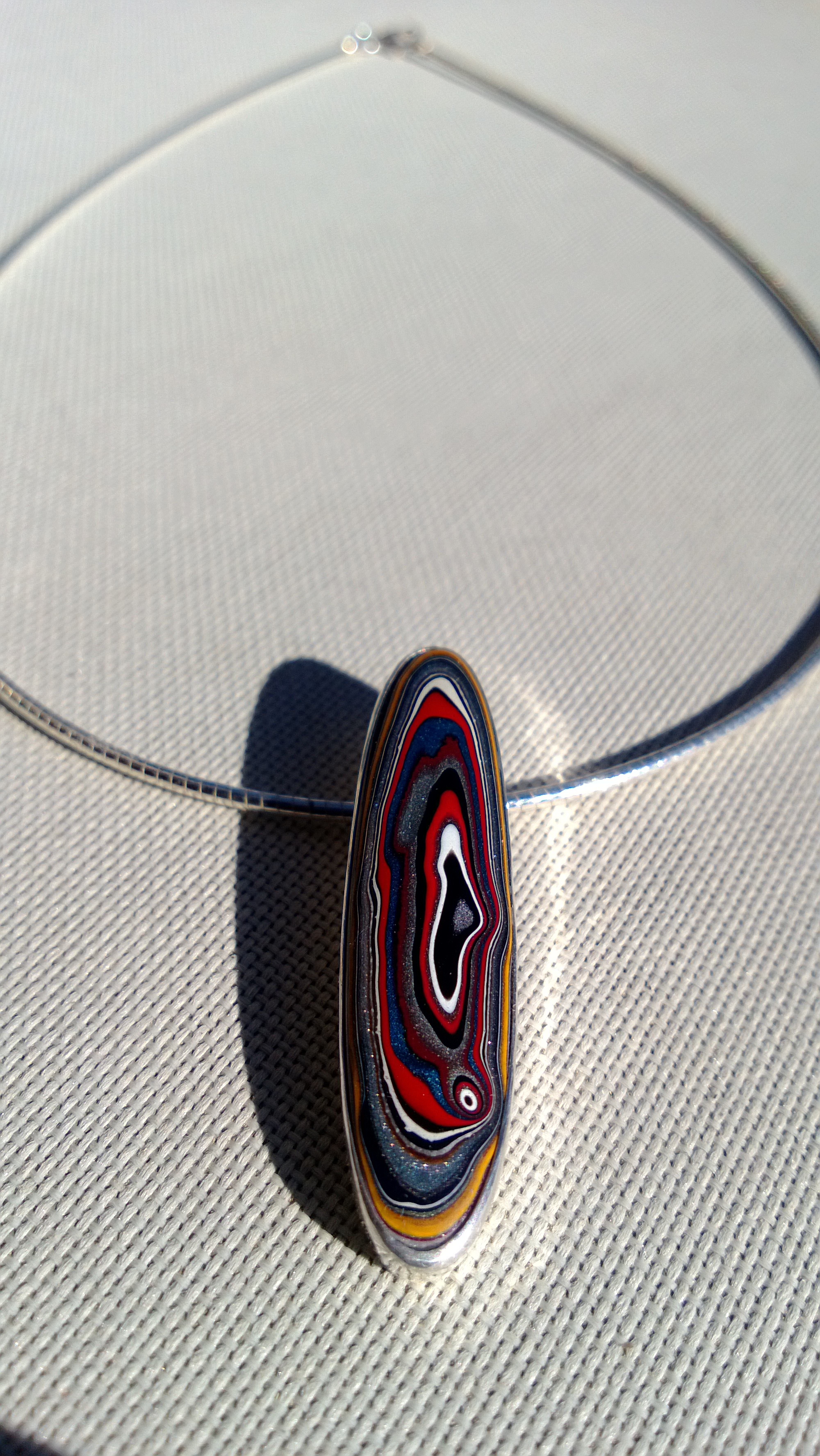
Кулон, изготовленный из фордита

Фордит, или детройтский агат (оба названия неформальные), представляет собой старую автомобильную краску, которая затвердела в достаточной степени, чтобы быть огранённой и отполированной. Этот материал образовывался при наращивании слоев эмалевой краски на стойках и полозьях, на которых автомобили окрашивались вручную с помощью распылителей (ныне этот процесс автоматизирован); слои краски затвердевали при многократном прохождении стоек через печи, в которых высушивались покрашенные автомобили. Фордит перерабатывается и используется для изготовления украшений.

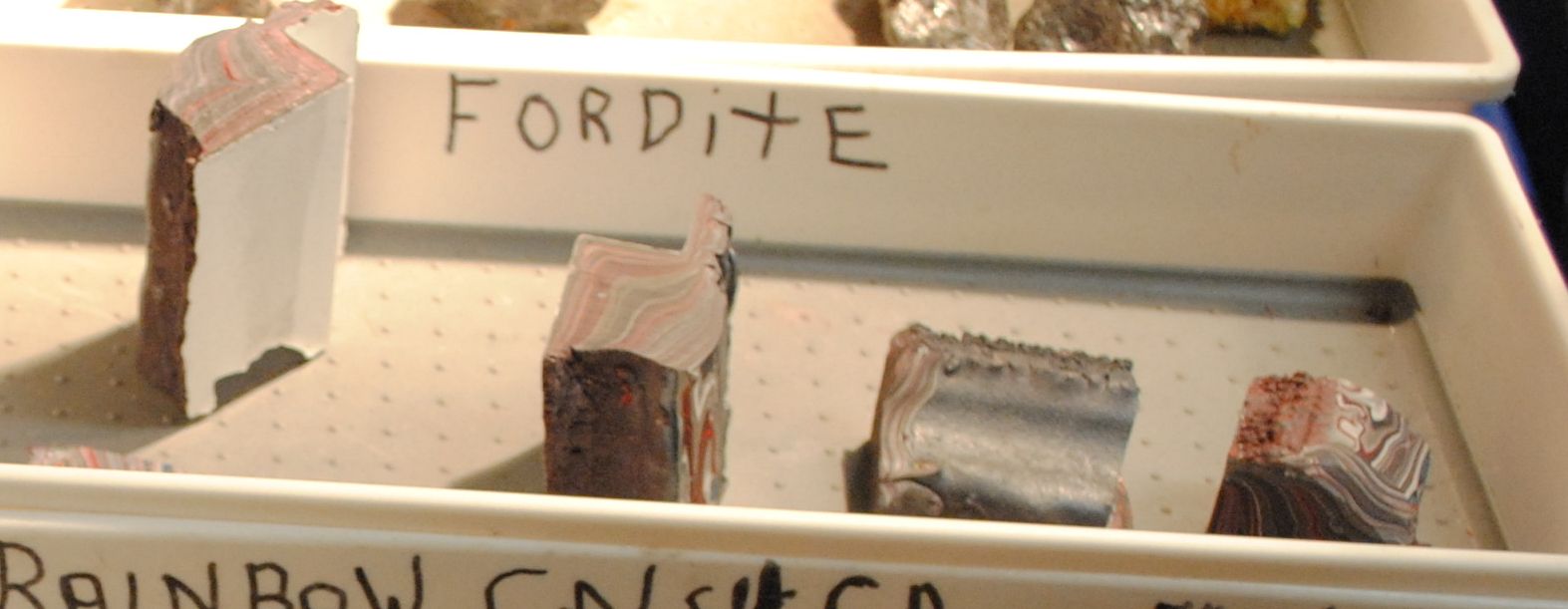
Необработанный фордит